# Austrian Football League 2015
Die Austrian Football League 2015 war die 31. Spielzeit der höchsten österreichischen Spielklasse der Männer im American Football. Sie begann am 22. März 2015 mit dem Spiel der Vienna Vikings gegen die Swarco Raiders Tirol. Die Spielzeit endete am 11. Juli 2015 mit der Austrian Bowl XXXI im Wörthersee Stadion in Klagenfurt.
Der Modus blieb im Vergleich zum Vorjahr gleich, da sich mit den Carinthian Lions und den Vienna Knights die beiden besten Vereine aus der Division 1 nach der abgelaufenen Saison weigerten aufzusteigen. Gespielt wurde eine einfache Hin- und Rückrunde, damit hatte jedes Team insgesamt acht Spiele. Die besten vier Teams des Grunddurchganges nahmen an den Playoffs teil, wobei die ersten beiden Heimrecht besaßen. Dessen Sieger spielten in der Austrian Bowl um den österreichischen Staatsmeistertitel.
Wie bereits im Vorjahr strahlte der ORF auch in dieser Saison einige Spiele live aus. Neben vier Grunddurchgangsspielen wurden auch beide Playoffs und der Austrian Bowl XXXI übertragen.

## Teams
- Danube Dragons (Wien)
- JCL Graz Giants (Graz)
- Prague Black Panthers (Prag)
- Vienna Vikings (Wien)
- Swarco Raiders Tirol (Innsbruck)

## Tabelle
| AFL 2015 |                       |    |   |   |   |       |      |      |      |
|          | Team                  | Sp | S | U | N | Pct   | P35+ | P35− | Diff |
| 1        | Vienna Vikings        | 8  | 7 | 0 | 1 | 0,875 | 265  | 178  | 0+87 |
| 2        | Swarco Raiders Tirol  | 8  | 6 | 0 | 2 | 0,750 | 278  | 188  | 0+90 |
| 3        | Prague Black Panthers | 8  | 4 | 0 | 4 | 0,500 | 261  | 264  | 12−3 |
| 4        | Danube Dragons        | 8  | 2 | 0 | 6 | 0,250 | 201  | 275  | 0−74 |
| 5        | Graz Giants           | 8  | 1 | 0 | 7 | 0,125 | 190  | 290  | −100 |

Legende: Sp = Spiele, S = Siege, U = Unentschieden, N = Niederlagen, Pct = Winning Percentage,

P35+= erzielte Punkte (max. 35 mehr als gegnerische), P35− = zugelassene Punkte (max. 35 mehr als eigene), Diff = Differenz

Bei gleicher Pct zweier Teams zählt der direkte Vergleich

 Play-offs mit Heimrecht,
 Playoffs

Quelle:  AFL Tabelle 2015 auf archive.football.at

## Spielplan
|  | Blue River Bowl XIV, XV und XVI, in Klammer die bisherige Siegesstatistik |

| Datum                 | Kickoff | Heim                  | Ergebnis     | Auswärts              |
| --------------------- | ------- | --------------------- | ------------ | --------------------- |
| Woche 1               |         |                       |              |                       |
| 22. März              | 15:00   | Vienna Vikings        | 26:21        | Swarco Raiders Tirol  |
| Woche 2               |         |                       |              |                       |
| 4. April              | 15:00   | Danube Dragons        | 42:23        | Swarco Raiders Tirol  |
| Woche 3               |         |                       |              |                       |
| 11. April             | 16:00   | Prague Black Panthers | 30:31        | Vienna Vikings        |
| 12. April             | 15:30   | Swarco Raiders Tirol  | 51:14        | Graz Giants           |
| Woche 4               |         |                       |              |                       |
| 18. April             | 14:00   | Graz Giants           | 28:34        | Prague Black Panthers |
| 19. April             | 15:00   | Vienna Vikings        | 47:10 (9:4)  | Danube Dragons        |
| Woche 5               |         |                       |              |                       |
| 25. April             | 16:00   | Prague Black Panthers | 35:34        | Danube Dragons        |
| 26. April             | 15:30   | Swarco Raiders Tirol  | 30:17        | Vienna Vikings        |
| Woche 6               |         |                       |              |                       |
| 3. Mai                | 15:00   | Danube Dragons        | 35:14        | Graz Giants           |
| Woche 7               |         |                       |              |                       |
| 9. Mai                | 13:00   | Graz Giants           | 28:41        | Vienna Vikings        |
| 9. Mai                | 16:00   | Prague Black Panthers | 22:31        | Swarco Raiders Tirol  |
| Woche 8               |         |                       |              |                       |
| 16. Mai               | 15:00   | Graz Giants           | 34:50        | Swarco Raiders Tirol  |
| 16. Mai               | 15:00   | Danube Dragons        | 38:56        | Prague Black Panthers |
| Woche 9               |         |                       |              |                       |
| 24. Mai               | 15:15   | Swarco Raiders Tirol  | 58:6         | Danube Dragons        |
| Woche 10              |         |                       |              |                       |
| 30. Mai               | 16:00   | Prague Black Panthers | 29:24        | Graz Giants           |
| 31. Mai               | 15:00   | Danube Dragons        | 10:34 (4:10) | Vienna Vikings        |
| Woche 11              |         |                       |              |                       |
| 14. Juni              | 15:15   | Swarco Raiders Tirol  | 33:27        | Prague Black Panthers |
| 14. Juni              | 17:30   | Vienna Vikings        | 26:21        | Graz Giants           |
| Woche 12              |         |                       |              |                       |
| 20. Juni              | 16:00   | Graz Giants           | 27:26        | Danube Dragons        |
| 20. Juni              | 18:00   | Vienna Vikings        | 45:28        | Prague Black Panthers |
| Playoffs: Semi-Finals |         |                       |              |                       |
| 4. Juli               | 17:30   | Swarco Raiders Tirol  | 48:46        | Prague Black Panthers |
| 5. Juli               | 15:00   | Vienna Vikings        | 38:27 (11:4) | Danube Dragons        |
| Austrian Bowl XXXI    |         |                       |              |                       |
| 11. Juli              | 19:00   | Vienna Vikings        | 0:38         | Swarco Raiders Tirol  |

### Finalrunde
|  | Playoffs: Semi-Finals | Playoffs: Semi-Finals     | Playoffs: Semi-Finals |  |  | Austrian Bowl XXXI | Austrian Bowl XXXI        | Austrian Bowl XXXI |
|  |                       |                           |                       |  |  |                    |                           |                    |
|  |                       |                           |                       |  |  |                    |                           |                    |
|  | 2                     | Swarco Raiders Tirol      | 48                    |  |  |                    |                           |                    |
|  | 3                     | Prague Black Panthers     | 46                    |  |  |                    |                           |                    |
|  |                       |                           |                       |  |  | 1                  | Raiffeisen Vikings Vienna | 0                  |
|  |                       |                           |                       |  |  | 2                  | Swarco Raiders Tirol      | 38                 |
|  | 1                     | Raiffeisen Vikings Vienna | 38                    |  |  |                    |                           |                    |
|  | 4                     | Danube Dragons            | 27                    |  |  |                    |                           |                    |
|  |                       |                           |                       |  |  |                    |                           |                    |

### Austrian Bowl XXXI
| Austrian Bowl XXXI – Klagenfurt (Wörthersee Stadion, 3.600 Zuschauer) | Austrian Bowl XXXI – Klagenfurt (Wörthersee Stadion, 3.600 Zuschauer) | Austrian Bowl XXXI – Klagenfurt (Wörthersee Stadion, 3.600 Zuschauer) | Austrian Bowl XXXI – Klagenfurt (Wörthersee Stadion, 3.600 Zuschauer) | Austrian Bowl XXXI – Klagenfurt (Wörthersee Stadion, 3.600 Zuschauer) | Austrian Bowl XXXI – Klagenfurt (Wörthersee Stadion, 3.600 Zuschauer) | Austrian Bowl XXXI – Klagenfurt (Wörthersee Stadion, 3.600 Zuschauer) | Austrian Bowl XXXI – Klagenfurt (Wörthersee Stadion, 3.600 Zuschauer) |
| --------------------------------------------------------------------- | --------------------------------------------------------------------- | --------------------------------------------------------------------- | --------------------------------------------------------------------- | --------------------------------------------------------------------- | --------------------------------------------------------------------- | --------------------------------------------------------------------- | --------------------------------------------------------------------- |
| Team                                                                  | Team                                                                  | Punkte                                                                | Q1                                                                    | Q2                                                                    | Q3                                                                    | Q4                                                                    |                                                                       |
| Swarco Raiders Tirol                                                  | Swarco Raiders Tirol                                                  | 38                                                                    | 7                                                                     | 3                                                                     | 14                                                                    | 14                                                                    |                                                                       |
| Vienna Vikings                                                        | Vienna Vikings                                                        | 0                                                                     | 0                                                                     | 0                                                                     | 0                                                                     | 0                                                                     |                                                                       |
| Raiders                                                               | Vikings                                                               | Spieler                                                               | Spielzug                                                              | Spielzug                                                              | Spielzug                                                              | Spielzug                                                              | Spielzug                                                              |
| 7                                                                     | 0                                                                     | Julian Ebner                                                          | 13-Yard Pass von Sean Shelton (PAT Dennis Wiehberg)                   | 13-Yard Pass von Sean Shelton (PAT Dennis Wiehberg)                   | 13-Yard Pass von Sean Shelton (PAT Dennis Wiehberg)                   | 13-Yard Pass von Sean Shelton (PAT Dennis Wiehberg)                   | 13-Yard Pass von Sean Shelton (PAT Dennis Wiehberg)                   |
| 10                                                                    | 0                                                                     | Dennis Wiehberg                                                       | 18-Yard Field-goal                                                    | 18-Yard Field-goal                                                    | 18-Yard Field-goal                                                    | 18-Yard Field-goal                                                    | 18-Yard Field-goal                                                    |
| 17                                                                    | 0                                                                     | Sandro Platzgummer                                                    | 13-Yard Lauf (PAT Dennis Wiehberg)                                    | 13-Yard Lauf (PAT Dennis Wiehberg)                                    | 13-Yard Lauf (PAT Dennis Wiehberg)                                    | 13-Yard Lauf (PAT Dennis Wiehberg)                                    | 13-Yard Lauf (PAT Dennis Wiehberg)                                    |
| 24                                                                    | 0                                                                     | Fabien-André Gärtner                                                  | 14-Yard Lauf (PAT Dennis Wiehberg)                                    | 14-Yard Lauf (PAT Dennis Wiehberg)                                    | 14-Yard Lauf (PAT Dennis Wiehberg)                                    | 14-Yard Lauf (PAT Dennis Wiehberg)                                    | 14-Yard Lauf (PAT Dennis Wiehberg)                                    |
| 31                                                                    | 0                                                                     | Fabien-André Gärtner                                                  | 5-Yard Lauf (PAT Dennis Wiehberg)                                     | 5-Yard Lauf (PAT Dennis Wiehberg)                                     | 5-Yard Lauf (PAT Dennis Wiehberg)                                     | 5-Yard Lauf (PAT Dennis Wiehberg)                                     | 5-Yard Lauf (PAT Dennis Wiehberg)                                     |
| 38                                                                    | 0                                                                     | Fabien-André Gärtner                                                  | 3-Yard Lauf (PAT Dennis Wiehberg)                                     | 3-Yard Lauf (PAT Dennis Wiehberg)                                     | 3-Yard Lauf (PAT Dennis Wiehberg)                                     | 3-Yard Lauf (PAT Dennis Wiehberg)                                     | 3-Yard Lauf (PAT Dennis Wiehberg)                                     |
| MVP: Julian Ebner, Raiders                                            |                                                                       |                                                                       |                                                                       |                                                                       |                                                                       |                                                                       |                                                                       |

## Liga-MVPs
Im Vorfeld der Austrian Bowl XXXI wurden die Liga-MVPs für die Saison 2015 bekannt gegeben:
- Most Valuable Player des Jahres: Kyle Newhall-Caballero (Quarterback, Prague Black Panthers)
- Offense Player des Jahres: Jan Dundacek (Receiver, Prague Black Panthers)
- Defense Player des Jahres: Alexander Achammer (Defensive Back, Swarco Raiders Tirol)
- Youngstar des Jahres: Sandro Platzgummer (Runningback, Swarco Raiders Tirol)
- Coach des Jahres: Chris Calaycay (Head Coach, Vienna Vikings)